# キョーリンメディカルサプライ
キョーリンメディカルサプライ株式会社は、かつて存在したキョーリン製薬ホールディングス株式会社の子会社。販売促進物や広告の企画・製作、環境衛生製品の販売等を行っていた。

## 概要
当社は創業当初より販売促進ツールや広告物などの企画・制作を行っており、その範囲は医療用医薬品・OTC医薬品・食品と幅広く、相手先もグループ会社の杏林製薬に限らず、同業他社にも手掛けている。また、短波放送の医学番組で放送された内容を編集した月刊の医療情報誌「ドクターサロン」の発行も行っていた。
また、2011年4月からは医薬事業を手掛ける杏林製薬が持つ感染症領域におけるプロセンスを生かし、「キョーリン製薬グループ」全体で環境衛生事業に進出することとなり、その際、親会社のキョーリン製薬ホールディングスから増資を受け、キョーリンメディカルサプライ株式会社に商号変更された。なお、以前に杏林製薬の子会社として同名の社名が存在しており、当社へ統合時に一度消滅していたため、当社がその名称を引き継ぐこととなった。

## 沿革
- 1959年（昭和34年） - 東京都千代田区に株式会社杏文堂を設立し、企画制作・出版・印刷管理を主業務に事業を開始。
- 1964年（昭和39年） - 本社を移転し、制作部門の体制を強化する。
- 1975年（昭和50年） - 資本金を増資し、CM（テレビCM/ラジオCM）の製作・媒体の取り扱いを開始。
- 1984年（昭和59年） - メディカル関連の雑誌媒体の取り扱いを開始、医療用医薬品大型プロモーションへのプロジェクトに参画する。
- 1991年（平成 3年） - 日本広告制作協会に加盟。
- 1994年（平成 6年） - 杏林製薬株式会社（初代）の完全子会社となり、株式会社キョーリンメディカルサプライと合併。語学関連出版部門を分離移管する代わりに、杏林製薬（初代）が1957年（昭和32年）から刊行している医薬情報誌「ドクターサロン」の発行を同社から引き継ぐ。
- 1999年（平成11年） - 株式会社アプリコット（2代目、現・杏林製薬株式会社(2代目)）から広告関連事業を継承。
- 2006年（平成18年）10月 - 会社分割によるグループ再編に伴い、親会社が杏林製薬株式会社（初代）から同社の親会社である株式会社キョーリン（現・杏林製薬株式会社(2代目)）に変更。
- 2011年（平成23年）4月 - キョーリンメディカルサプライ株式会社に商号変更し、環境衛生事業に参入。
- 2020年（令和2年）4月 - キョーリン製薬グループ工場株式会社に吸収合併され解散[3]。

## 関連事項
- 杏林製薬